# Eddy De Lépine
Eddy De Lépine (Fort-de-France, 30 marzo 1984) è un velocista francese, campione mondiale della staffetta 4×100 metri a Helsinki 2005.

## Biografia
Ha fatto parte della nazionale francese ai Campionati del mondo 2005 ad Helsinki, agli Europei 2006 a Göteborg e ai Campionati del mondo 2007 ad Osaka.

## Palmarès
| Anno | Manifestazione   | Sede     | Evento      | Risultato | Prestazione | Note                                    |
| ---- | ---------------- | -------- | ----------- | --------- | ----------- | --------------------------------------- |
| 2001 | Mondiali allievi | Debrecen | 110 m hs    | Bronzo    | 13"39       |                                         |
| 2003 | Europei juniores | Tampere  | 4×100 m     | Bronzo    | 40"50       |                                         |
| 2004 | Giochi olimpici  | Atene    | 100 m piani | Batteria  | 10"27       |                                         |
| 2005 | Europei under 23 | Erfurt   | 100 m piani | Argento   | 10"30       |                                         |
| 2005 | Europei under 23 | Erfurt   | 4×100 m     | Oro       | 38"95       |                                         |
| 2005 | Mondiali         | Helsinki | 4×100 m     | Oro       | 38"08       | Miglior prestazione mondiale stagionale |
| 2006 | Europei          | Göteborg | 200 m piani | 6º        | 20"77       |                                         |
| 2009 | Mondiali         | Berlino  | 200 m piani | Batteria  | 21"23       |                                         |
| 2009 | Mondiali         | Berlino  | 4×100 m     | 8º        | 39"21       |                                         |

## Altre competizioni internazionali
2007
- Coppa Europa di atletica leggera ( Monaco di Baviera)